# Sonia Peres
Sonia Peres, z domu Gelman (hebr. סוניה פרס; ur. 27 marca 1923 w Mizoczu, zm. 20 stycznia 2011 w Tel Awiwie) – izraelska pielęgniarka, żona Szimona Peresa, w latach 1984–1986 i 1995–1996 małżonka premiera, a w latach 2007–2011 pierwsza dama Izraela.

## Życiorys
Urodziła się 27 marca 1923 w Mizoczu, wówczas na terytorium II RP (obecnie Ukraina).
W 1927 wraz z rodzicami wyemigrowała do Brytyjskiego Mandatu Palestyny. Podczas II wojny światowej, w 1942, wstąpiła do brytyjskiej armii. Była pielęgniarką i stacjonowała w szpitalu w Egipcie. Po roku wysłano ją na kurs prawa jazdy i do końca wojny była wojskowym kierowcą.
W 1945 poślubiła Szimona Peresa. Miała z nim troje dzieci (córkę i dwóch synów):
- Cewija Waldan (lingwistka, wykładowca w koledżu Bet Berl),
- Joni Peres (ur. 1952, dyrektor centrum weterynaryjnego kampusu szkoły rolniczej Kfar Hayarok niedaleko Tel Awiwu),
- Hemi Peres (szef Pitango Venture Capital, jednego z największych izraelskich funduszy kapitałowych).

Peresowie mieli ośmioro wnucząt i dwoje prawnucząt.